# Oliver Grob
Oliver Grob (Cham, 5 de diciembre de 1996) es un deportista suizo que compite en patinaje de velocidad sobre hielo. Ganó una medalla de bronce en el Campeonato Europeo de Patinaje de Velocidad sobre Hielo en Distancia Individual de 2020, en la prueba de persecución por equipos.

## Palmarés internacional
| Campeonato Europeo en Distancia Individual | Campeonato Europeo en Distancia Individual | Campeonato Europeo en Distancia Individual | Campeonato Europeo en Distancia Individual |
| Año                                        | Lugar                                      | Medalla                                    | Prueba                                     |
| ------------------------------------------ | ------------------------------------------ | ------------------------------------------ | ------------------------------------------ |
| 2020                                       | Heerenveen (Países Bajos)                  | Medalla de bronce                          | Persecución por equipos                    |